# Pachnobia albonigra
Pachnobia albonigra là một loài bướm đêm trong họ Noctuidae.